# Ahaswer, Haman i Estera
Ahaswer, Haman i Estera (znany również jako Ahaswerus i Haman na uczcie u Estery) – obraz holenderskiego malarza Rembrandta Harmenszoona van Rijn, wykonany w 1660 roku.
Temat obrazu został zaczerpnięty ze starotestamentowej Księgi Estery. Motyw jaki przedstawił Rembrandt jest kulminacyjnym punktem historii Estery. Kobieta była żydowską żoną króla Persów Ahaswerusa (Kserksesa I 486–465 p.n.e.). Jego doradca Haman w jej obecności knuł plany zgładzenia jej przybranego ojca Mardocheusza i zamordowania wszystkich żydów w królestwie perskim. Estera zaprosiła go na obiad w towarzystwie jej i króla. Podczas posiłku jego plany zostały zdemaskowane w wyniku czego został powieszony na drzewie.
Rembrandt przedstawił trzy postacie w momencie ujawnienia prawdy. W komnacie panuje grobowa cisza, a twarze pełne napięcia sugerują o odmienności ich nastroju. Estera i król zostali ukazani w pozytywnym świetle, a negatywny bohater skryty został w mroku, a jego pochylona sylwetka wskazuje na zrozumienie swojej winy.